# José García Ayola
José García Ayola (1836 - 1900) fue un fotógrafo español que desarrolló su trabajo en Granada durante el siglo XIX.
Su obra trata sobre todo sobre la ciudad de Granada y sus personas donde estableció un estudio fotográfico en torno a 1860. Los temas tratados fueron diversos: desde monumentos como La Alhambra hasta escenas callejeras o personas populares; en muchos casos incorporaba personajes a sus fotografías de la ciudad. Su estudio estaba ubicado en la Puerta Real, aunque también estuvo en otros emplazamientos. El estudio lo compartió con su hijo desde 1880 y estuvo abierto hasta 1906. Estaba considerado como el más importante de la ciudad en esa época junto al de Rafael Garzón. Una de sus especialidades eran los marfilotipos. El estilo de sus decorados y telones dibujados le permitían anunciarse como "Casa árabe".
Fue nombrado como fotógrafo de cámara por la Casa Real. Obtuvo galardones en la Exposición de Granada de 1875 y en 1880.
Su exposición retrospectiva más importante se realizó en 1997 en el Centro Cultural "La General".
Algunas de sus fotografías pueden encontrarse en el Patronato de la Alhambra, en el Museo de la Casa de los Tiros o en el Museo Arqueológico y Etnológico de Granada.